# Roll-bar
La roll-bar, scritto anche rollbar e altresì detto roll-cage (dall'inglese cage, gabbia), è una struttura protettiva predisposta per proteggere gli occupanti di una vettura in caso di ribaltamento o incidente di qualsiasi genere e gravità. 

## Descrizione

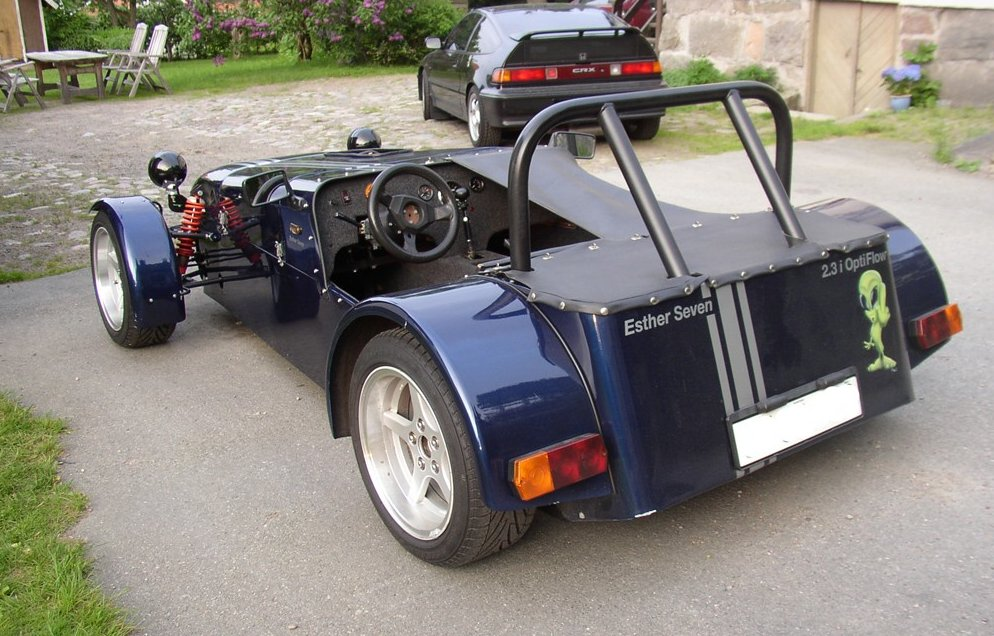
Un roll-bar su un'Esther Seven

È generalmente costruito utilizzando acciaio ad alta resistenza, poiché deve essere in grado di sostenere il peso dell'automobile senza rompersi. È un dispositivo per la sicurezza utilissimo e perciò molto impiegato sulle vetture da rally come ad esempio le World Rally Car, le monoposto da corsa e sulle cabrio. I veicoli senza tettuccio sono infatti più soggetti a rischi durante un incidente.
Il roll-bar è presente sulle auto da corsa da prima del dopoguerra e da allora è andato sempre più evolvendosi. Quelli attuali sono chiamati spesso cellule o gabbie di sopravvivenza per la loro incredibile resistenza a tutti i tipi di urti: frontali, laterali o dovuti a ribaltamenti.

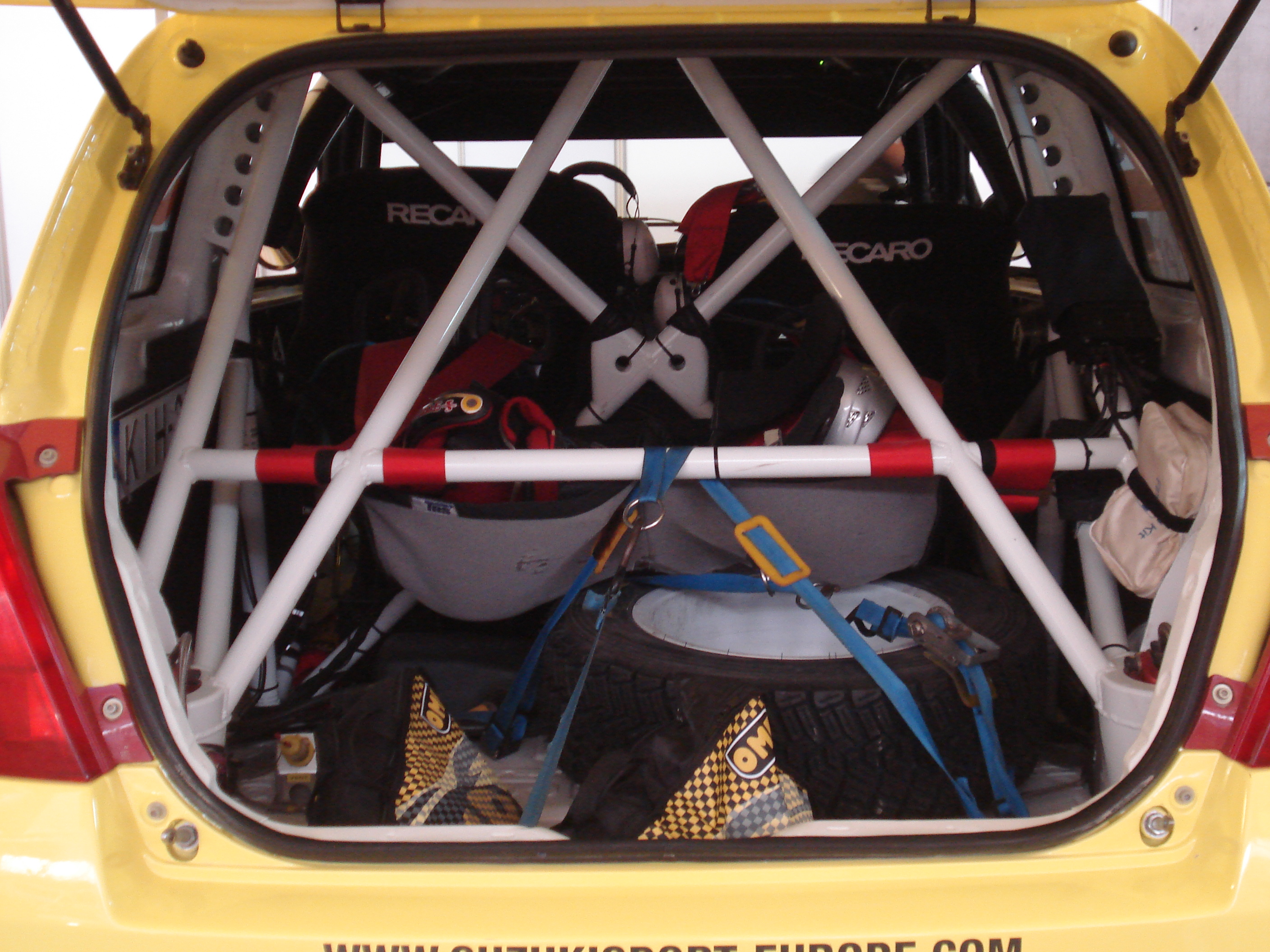
Roll bar saldato al telaio di una Suzuki Swift S1600, versione da rally della omonima utilitaria

La sicurezza di questi dispositivi dev'essere certificata dalla Federazione Internazionale dell'Automobile (FIA), e solo dopo severissimi controlli questi possono venire omologati e montati sulle vetture da competizione. L'uso sulle automobili normali è vietato e non si può perciò né montare né omologare.
Esistono due tipi fondamentali di roll-bar: quelli saldati e quelli imbullonati.
I roll-bar imbullonati, cioè vincolati al telaio della macchina con dei bulloni, sono in genere utilizzati dove l'uso della vettura è meno gravoso e quindi la possibilità d'impatto è ridotta.
I roll-bar saldati sono utilizzati dove la possibilità di incidenti è molto elevata e la loro gravità può essere fatale per gli occupanti della vettura. Tipici esempi sono le vetture da rally: in questi schemi di roll-bar i tubi d'acciaio sono saldati direttamente sul telaio della vettura, non possono essere più rimossi dopo il loro fissaggio, ma garantiscono una sicurezza molto elevata.